# نايل فاليلي
نايل فاليلي (بالإنجليزية: Niall Vallely)‏ هو موسيقي بريطاني، ولد في 1970.

## وصلات خارجية
- نايل فاليلي على موقع ميوزك برينز (الإنجليزية)
- نايل فاليلي على موقع أول ميوزيك (الإنجليزية)
- نايل فاليلي على موقع ديسكوغز (الإنجليزية)